# 미수범
미수범(未遂犯)은 범죄의 실행에 착수하여 행위를 종료하지 못하였거나 결과가 발생하지 아니한 것을 말한다. 미수범의 형은 기수범보다 감경할 수 있다(형법 제25조). 미수범은 범죄의 실행에 착수한 점에서 예비와 구별되며, 미수와 예비의 구별은 행위의 가벌성을 결정하는 데 중요한 의의가 있다고 볼 수 있다.

## 종류
미수의 종류는 중지미수, 장애미수, 불능미수의 3가지가 있다.
| 구분     | 설명                                                                                          | 사례 |
| -------- | --------------------------------------------------------------------------------------------- | --- |
| 중지미수 | 범죄의 실행에 착수 후 자의적으로 행위를 중단하거나 결과 발생을 막음.                          | - 어떤 물건을 절취하려 하였다가 마음에 들지 않아 절취하지 않고 현장을 떠나 버린 경우 (중지) - 익사시키기 위해 물에 빠뜨렸으나 피해자를 다시 구해준 경우 (방지) |
| 장애미수 | 범죄의 실행에 착수 후 자신의 의사와 관계없이 행위를 종료하지 못하였거나 결과가 발생하지 않음. | - 추락사시키기 위해 높은 곳에서 떨어뜨렸으나 피해자가 기적적으로 생존한 경우 - 은행털이를 기도했으나 청원경찰에 의해 제압당한 경우                             |
| 불능미수 | 범죄의 대상이나 수단 등에 착오가 있어 의도한 결과가 발생하지 않음.                            | - 밀가루를 맹독성 농약으로 오인하고 먹게 한 경우 |

즉, 간단히 말하면 범죄의 결과 발생을 야기하지 ‘않은’ 것과 ‘못한’ 것의 차이이다. 전자의 경우는 중지미수이고 후자의 경우는 장애미수나 불능미수에 해당한다. 그리고, 장애미수와 불능미수의 차이는 애초에 결과 발생의 가능성이 있었느냐 없었느냐의 차이가 된다.

## 판례
- 실행미수가 중지범으로 인정되기 위해서는 단순히 행위의 계속을 포기하는 것으로 족하지 않고 행위자가 자의에 의하여 결과의 발생을 방지할 것이 요구된다.[1]
- 피고인은 원심 상피고인 과 함께 대전역 부근에 있는 공소외 정영석이 경영하는 천광상회 사무실의 금품을 절취하기로 공모하여 피고인은 그 부근 포장마차에 있고 원심 상피고인은 위 천광상회의 열려진 출입문을 통하여 안으로 들어가 물건을 물색하고 있는 동안 피고인은 자신의 범행전력등을 생각하여 가책을 느낀 나머지 스스로 결의를 바꾸어 위 정영석에게 원심 상피고인의 침입사실을 알려 그와 함께 원심 상피고인을 체포하여서 그 범행을 중지하여 결과발생을 방지하였다는 것이므로 피고인의 소위는 중지미수의 요건을 갖추었다고 할 것이니 같은 취지에서 형법 제26조를 적용하여 피고인에 대한 형을 면제한 제1심판결을 유지한 원심조치는 정당하여 아무런 위법이 있다할 수 없다[2]
- 다른 공범의 범행을 중지하게 하지 아니한 이상 자기만의 범의를 철회, 포기하여도 중지미수로는 인정될 수 없는 것인바[3], 기록에 의하면, 피고인은 원심 공동피고인과 합동하여 피해자를 텐트 안으로 끌고 간 후 원심 공동피고인, 피고인의 순으로 성관계를 하기로 하고 피고인은 위 텐트 밖으로 나와 주변에서 망을 보고 원심 공동피고인은 피해자의 옷을 모두 벗기고 피해자의 반항을 억압한 후 피해자를 1회 간음하여 강간하고, 이어 피고인이 위 텐트 안으로 들어가 피해자를 강간하려 하였으나 피해자가 반항을 하며 강간을 하지 말아 달라고 사정을 하여 강간을 하지 않았다는 것이므로, 앞서 본 법리에 비추어 보면 위 구본선이 피고인과의 공모하에 강간행위에 나아간 이상 비록 피고인이 강간행위에 나아가지 않았다 하더라도 중지미수에 해당하지는 않는다고 할 것이다[4]
- 금융기관 직원이 전산단말기를 이용하여 다른 공범들이 지정한 특정계좌에 돈이 입금된 것처럼 허위의 정보를 입력하는 방법으로 위 계좌로 입금되도록 한 경우, 이러한 입금절차를 완료함으로써 장차 그 계좌에서 이를 인출하여 갈 수 있는 재산상 이익을 취득하였으므로 형법 제347조의2에서 정하는 컴퓨터 등 사용사기죄는 기수에 이르렀고, 그 후 그러한 입금이 취소되어 현실적으로 인출되지 못하였다고 하더라도 이미 성립한 컴퓨터 등 사용사기죄에 어떤 영향이 있다고 할 수는 없다.[5]

### 중지미수
- 다른 공범의 범행을 중지하게 하지 아니한 이상 자기만의 범의를 철회, 포기하여도 중지미수로는 인정될 수 없다.[6]
- 중지범은 범죄의 실행에 착수한 후 자의로 그 행위를 중지한 때를 말하는 것이고 실행의 착수가 있기 전인 예비음모의 행위를 처벌하는 경우에 있어서 중지범의 관념은 이를 인정할 수 없다.[7]
- 회사직원이 재직 중에 영업비밀 또는 영업상 주요한 자산을 경쟁업체에 유출하거나 스스로의 이익을 위하여 이용할 목적으로 무단으로 반출하였다면 유출 또는 반출시에 업무상 배임죄의 기수가 된다.[8]
- 회사직원이 영업비밀 등을 적법하게 반출하여 반출행위가 업무상 배임죄에 해당하지 않는 경우라도, 퇴사시에 영업비밀 등을 회사에 반환하거나 폐기할 의무가 있음에도 경쟁업체에 유출하거나 스스로의 이익을 위하여 이용할 목적으로 이를 반환하거나 폐기하지 아니하였다면, 이러한 행위 역시 퇴사시에 업무상 배임죄의 기수가 된다.[9]
- 추행의 고의로 상대방의 의사에 반하는 유형력의 행사, 즉 폭행행위를 하여 실행행위에 착수하였으나 추행의 결과에 이르지 못한 때에는 강제추행미수죄가 성립하며, 이러한 법리는 폭행 행위 자체가 추행행위라고 인정되는 이른바 ‘기습추행’의 경우에도 마찬가지로 적용된다.[10]
- 공무원이 뇌물로 투기적 사업에 참여할 기회를 제공받은 경우, 뇌물수수죄의 기수시기는 투기적 사업에 참여하는 행위가 종료된 때로 보아야 한다[11]

## 같이 보기
- 실행의 착수